# Coupe du monde de bobsleigh 2010-2011
Navigation
Édition précédente Édition suivante
L'édition 2010-2011 de la Coupe du monde de bobsleigh se déroule entre le 25 novembre 2010 et le 6 février 2011, suivie des championnats du monde de Königssee du 14 au 27 février 2011.
Organisée par la Fédération internationale de bobsleigh et de tobogganing, cette compétition débute fin novembre 2010 par des épreuves organisées à Whistler au Canada. Les autres épreuves se déroulent sur les pistes de Calgary (Canada), Park City, Lake Placid (États-Unis), Igls (Autriche), Winterberg (Allemagne), Saint-Moritz (Suisse) et enfin Cesana Pariol (Italie).

## Règlement
| Période / Place | 1   | 2   | 3   | 4   | 5   | 6   | 7   | 8   | 9   | 10  | 11  | 12  | 13  | 14  | 15  | 16 | 17 | 18 | 19 | 20 | 21 | 22 | 23 | 24 | 25 | 26 | 27 | 28 | 29 |
| --------------- | --- | --- | --- | --- | --- | --- | --- | --- | --- | --- | --- | --- | --- | --- | --- | -- | -- | -- | -- | -- | -- | -- | -- | -- | -- | -- | -- | -- | -- |
| 2010            | 225 | 210 | 200 | 192 | 184 | 176 | 168 | 160 | 152 | 144 | 136 | 128 | 120 | 112 | 104 | 96 | 88 | 80 | 74 | 68 | 62 | 56 | 50 | 45 | 40 | 36 | 32 | 28 | 24 |

## Classement général

### Bob à 2 masculin
| Pos. | Bobeur                | WHI | CAL | PAR | LAK | IGL | WIN | MOR | CES | Points |
| ---- | --------------------- | --- | --- | --- | --- | --- | --- | --- | --- | ------ |
| 1    | Alexsandr Zubkov      | 4   | 6   | 1   | 2   | 2   | 1   | 4   | 5   | 1614   |
| 2    | Manuel Machata        | 1   | 2   | 3   | 6   | 4   | 5   | 1   | 15  | 1516   |
| 3    | Simone Bertazzo       | 8   | 9   | 2   | 1   | 3   | 8   | 10  | 1   | 1476   |
| 4    | Steven Holcomb        | 7   | 4   | 7   | 4   | 6   | 9   | 7   | 6   | 1392   |
| 5    | Lyndon Rush           | 2   | 5   | 9   | 5   | 10  | 11  | 5   | 4   | 1386   |
| 6    | Karl Angerer          | 2   | 1   | -   | 3   | 8   | 3   | 5   | 12  | 1307   |
| 7    | Patrice Servelle      | 9   | 2   | 5   | 9   | 12  | 10  | 18  | 8   | 1210   |
| 8    | Gregor Baumann        | 10  | 12  | 11  | 12  | 7   | 6   | 8   | 10  | 1184   |
| 9    | Alexander Kasjanov    | 6   | 10  | 7   | 10  | 14  | 14  | 13  | 9   | 1128   |
| 10   | John Napier           | -   | 11  | 6   | 7   | 18  | 12  | 15  | 11  | 928    |
| 11   | Beat Hefti            | -   | -   | -   | -   | 1   | 4   | 2   | 2   | 837    |
| 12   | Alexey Gorlachev      | -   | 7   | 12  | 11  | 19  | 15  | 12  | 16  | 834    |
| 13   | Thomas Florschuetz    | -   | -   | -   | -   | 4   | 2   | 3   | 3   | 802    |
| 14   | Maximilian Arndt      | 5   | 8   | 4   | 8   | -   | -   | -   | -   | 696    |
| 15   | Dawid Kupczyk         | -   | 13  | 13  | 14  | 15  | 16  | 21  | 19  | 688    |
| 16   | Edgars Maskalans      | -   | -   | -   | -   | 11  | 7   | 17  | 7   | 560    |
| 17   | Juergen Loacker       | -   | -   | -   | -   | 9   | 13  | 11  | -   | 408    |
| 18   | Edwin van Calker      | -   | -   | -   | -   | 16  | 17  | 16  | 13  | 400    |
| 19   | Ethan Albrecht-Carrie | -   | 14  | 10  | 13  | -   | -   | -   | -   | 376    |
| 20   | Oskars Melbardis      | -   | -   | -   | -   | 17  | -   | 9   | 14  | 352    |

### Bob à 4 masculin
| Pos. | Bobeur                | WHI | CAL | PAR | LAK | IGL | WIN | MOR | CES | Points |
| ---- | --------------------- | --- | --- | --- | --- | --- | --- | --- | --- | ------ |
| 1    | Manuel Machata        | 3   | 1   | 2   | 6   | 1   | 1   | 3   | 11  | 1597   |
| 2    | Steven Holcomb        | 1   | 5   | 6   | 1   | 3   | 6   | 8   | 6   | 1522   |
| 3    | Alexsandr Zubkov      | 5   | 4   | 1   | -   | 4   | 2   | 4   | 1   | 1420   |
| 4    | Karl Angerer          | 4   | 2   | 7   | 4   | 8   | 7   | 6   | 10  | 1410   |
| 5    | Alexander Kasjanov    | 7   | 7   | 4   | 5   | 5   | 4   | 12  | 5   | 1400   |
| 6    | Lyndon Rush           | 6   | 6   | 3   | 3   | 7   | 18  | 9   | 3   | 1352   |
| 7    | Simone Bertazzo       | 8   | 12  | 9   | 8   | 12  | 11  | 15  | 9   | 1120   |
| 8    | Patrice Servelle      | 9   | 8   | 8   | -   | 9   | 12  | 18  | 14  | 944    |
| 9    | Gregor Baumann        | -   | 11  | 12  | -   | 6   | 8   | 7   | 8   | 928    |
| 10   | Alexey Gorlachev      | -   | 10  | 10  | 9   | 17  | 14  | 11  | 12  | 904    |
| 11   | John Napier           | -   | 9   | 11  | 7   | 15  | 13  | 16  | 13  | 896    |
| 12   | Maximilian Arndt      | 2   | 3   | 5   | 2   | -   | -   | -   | -   | 804    |
| 13   | Thomas Florschuetz    | -   | -   | -   | -   | 2   | 2   | 5   | 4   | 796    |
| 14   | Edgars Maskalans      | -   | -   | -   | -   | 10  | 5   | 1   | 2   | 763    |
| 15   | Beat Hefti            | -   | -   | -   | -   | 11  | 9   | 2   | 6   | 674    |
| 16   | Dawid Kupczyk         | -   | 13  | 13  | -   | 14  | -   | 14  | 15  | 568    |
| 17   | Milan Jagnesak        | 10  | 15  | 14  | -   | -   | -   | 19  | 19  | 508    |
| 18   | Jan Vrba              | -   | -   | -   | -   | 13  | 10  | 13  | -   | 384    |
| 19   | Ethan Albrecht-Carrie | -   | 14  | 15  | 10  | -   | -   | -   |     | 360    |
| 20   | Juergen Loacker       | -   | -   | -   | -   | 16  | 17  | 10  | -   | 328    |

### Bob à 2 féminin
| Pos. | Bobeuse              | WHI | CAL | PAR | LAK | IGL | WIN | MOR | CES | Points |
| ---- | -------------------- | --- | --- | --- | --- | --- | --- | --- | --- | ------ |
| 1    | Sandra Kiriasis      | 1   | 2   | 1   | 1   | 6   | 1   | 1   | 3   | 1711   |
| 2    | Cathleen Martini     | 4   | 1   | 3   | 2   | 6   | 5   | 3   | 6   | 1563   |
| 3    | Kaillie Humphries    | 3   | 4   | 8   | 9   | 8   | 8   | 4   | 5   | 1400   |
| 4    | Shauna Rohbock       | 2   | 8   | 2   | -   | 1   | 3   | 7   | 4   | 1365   |
| 5    | Helen Upperton       | -   | 3   | 4   | 3   | 4   | 7   | 5   | 1   | 1361   |
| 6    | Esme Kamphuis        | 7   | 10  | 7   | 7   | 12  | 4   | 6   | 2   | 1354   |
| 7    | Fabienne Meyer       | 8   | 7   | 6   | 4   | 3   | 13  | 11  | 7   | 1320   |
| 8    | Bree Schaaf          | 6   | 6   | 5   | 5   | -   | -   | 13  | 9   | 992    |
| 9    | Anastasia Skulkina   | 5   | 15  | 9   | 12  | 14  | 12  | 10  | -   | 952    |
| 10   | Anja Schneiderheinze | -   | -   | -   | -   | 2   | 2   | 2   | 11  | 766    |
| 11   | Paula Walker         | 9   | 9   | 10  | 10  | 9   | -   | -   | -   | 744    |
| 12   | Sabina Hafner        | -   | -   | -   | -   | 5   | 6   | 8   | 8   | 680    |
| 13   | Victoria Tokovaya    | 11  | 11  | 15  | 11  | -   | -   | -   | 10  | 656    |
| 14   | Stefanie Szczurek    | 10  | 5   | 12  | 8   | -   | -   | -   |     | 616    |
| 15   | Elfje Willemsen      | -   | 14  | 14  | 14  | 15  | 14  | -   | -   | 552    |
| 16   | Christina Hengster   | -   | -   | -   | -   | 10  | 10  | 12  | 12  | 544    |
| 17   | Mellissa These       | 12  | 13  | 13  | 13  | -   | -   | -   | -   | 488    |
| 18   | Elana Meyers         | -   | -   | -   | 6   | 11  | 9   | -   | -   | 464    |
| 19   | Olga Fedorova        | -   | -   | -   | -   | 13  | 11  | 9   | -   | 408    |
| 20   | Jamie Greubel        | -   | 12  | -   | -   | -   | -   | 14  | 14  | 352    |

## Calendrier
| 1. Whistler (25 novembre - 27 novembre 2010) |           |                                                                         |                                                                              |                                                                         |
| Date                                         | Épreuve   | Vainqueur                                                               | Deuxième                                                                     | Troisième                                                               |
| 27/11/2010                                   | Bob à 4 H | États-Unis Steven Holcomb Justin Olsen Steven Langton Curtis Tomasevicz | Allemagne Maximilian Arndt Rene Tiefert Martin Putze Alexander Roediger      | Allemagne Manuel Machata Andreas Bredau Michail Makarow Christian Poser |
| 25/11/2010                                   | Bob à 2 H | Allemagne Manuel Machata Andreas Bredau                                 | Canada Lyndon Rush Neville Wright Allemagne Karl Angerer Christian Freidrich |                                                                         |
| 26/11/2010                                   | Bob à 2 F | Allemagne Sandra Kiriasis Stephanie Schneider                           | États-Unis Shauna Rohbock Valerie Fleming                                    | Canada Kaillie Humphries Heather Hughes                                 |

| 2. Calgary (3 décembre - 5 décembre 2010) |           |                                                                         |                                                                                 |                                                                         |
| Date                                      | Épreuve   | Vainqueur                                                               | Deuxième                                                                        | Troisième                                                               |
| 04/12/2010                                | Bob à 4 H | Allemagne Manuel Machata Michail Makarow Andreas Bredau Christian Poser | Allemagne Karl Angerer Gregor Bermbach Alex Mann Christian Friedrich            | Allemagne Maximilian Arndt Rene Tiefert Alexander Roediger Martin Putze |
| 03/12/2010                                | Bob à 2 H | Allemagne Karl Angerer Gregor Bermbach                                  | Allemagne Manuel Machata Andreas Bredau Monaco Patrice Servelle Lascelles Brown |                                                                         |
| 03/12/2010                                | Bob à 2 F | Allemagne Cathleen Martini Berit Wiacker                                | Allemagne Sandra Kiriasis Christin Senkel                                       | Canada Helen Upperton Shelley-Ann Brown                                 |

| 3. Park City (10 décembre - 12 décembre 2010) |           |                                                                         |                                                                         |                                                                |
| Date                                          | Épreuve   | Vainqueur                                                               | Deuxième                                                                | Troisième                                                      |
| 11/12/2010                                    | Bob à 4 H | Russie Alexsandr Zubkov Philipp Egorov Dmitry Trunenkov Nikolay Hrenkov | Allemagne Manuel Machata Andreas Bredau Michail Makarow Christian Poser | Canada Lyndon Rush Chris le Bihan Cody Sorensen Neville Wright |
| 10/12/2010                                    | Bob à 2 H | Russie Alexsandr Zubkov Dmitry Trunenkov                                | Italie Simone Bertazzo Sergio Riva                                      | Allemagne Manuel Machata Andreas Bredau                        |
| 10/12/2010                                    | Bob à 2 F | Allemagne Sandra Kiriasis Berit Wiacker                                 | États-Unis Shauna Rohbock Valerie Fleming                               | Allemagne Cathleen Martini Kristin Steinert                    |

| 4. Lake Placid (17 décembre - 19 décembre 2010) |           |                                                                         |                                                                         |                                                                  |
| Date                                            | Épreuve   | Vainqueur                                                               | Deuxième                                                                | Troisième                                                        |
| 19/12/2010                                      | Bob à 4 H | États-Unis Steven Holcomb Justin Olsen Steven Langton Curtis Tomasevicz | Allemagne Maximilian Arndt Rene Tiefert Alexander Roediger Martin Putze | Canada Lyndon Rush Justin Wilkinson Cody Sorensen Neville Wright |
| 18/12/2010                                      | Bob à 2 H | Italie Simone Bertazzo Sergio Riva                                      | Russie Alexsandr Zubkov Dmitry Trunenkov                                | Allemagne Karl Angerer Alex Mann                                 |
| 18/12/2010                                      | Bob à 2 F | Allemagne Sandra Kiriasis Stephanie Schneider                           | Allemagne Cathleen Martini Christin Senkel                              | Canada Helen Upperton Shelley-Ann Brown                          |

| 5. Igls (14 janvier - 16 janvier 2011) |           |                                                                       |                                                                        |                                                                         |
| Date                                   | Épreuve   | Vainqueur                                                             | Deuxième                                                               | Troisième                                                               |
| 16/01/2011                             | Bob à 4 H | Allemagne Manuel Machata Richard Adjei Andreas Bredau Christian Poser | Allemagne Thomas Florschuetz Ronny Listner Kevin Kuske Andreas Barucha | États-Unis Steven Holcomb Justin Olsen Steven Langton Curtis Tomasevicz |
| 15/01/2011                             | Bob à 2 H | Suisse Beat Hefti Thomas Lamparter                                    | Russie Alexsandr Zubkov Alekseï Voïevoda                               | Italie Simone Bertazzo Matteo Torchio                                   |
| 14/01/2011                             | Bob à 2 F | États-Unis Shauna Rohbock Valerie Fleming                             | Allemagne Anja Schneiderheinze Christin Senkel                         | Suisse Fabienne Meyer Hanne Schenk                                      |

| 6. Winterberg (21 janvier - 23 janvier 2011) |           |                                                                     | |                                           |
| Date                                         | Épreuve   | Vainqueur                                                           | Deuxième | Troisième                                 |
| 23/01/2011                                   | Bob à 4 H | Allemagne Manuel Machata Richard Adjei Andreas Bredau Florian Becke | Allemagne Thomas Florschuetz Ronny Listner Kevin Kuske Andreas Barucha Russie Alexsandr Zubkov Philipp Egorov Dmitry Trunenkov Nikolay Hrenkov |                                           |
| 22/01/2011                                   | Bob à 2 H | Russie Alexsandr Zubkov Alekseï Voïevoda                            | Allemagne Thomas Florschuetz Kevin Kuske | Allemagne Karl Angerer Alex Mann          |
| 21/01/2011                                   | Bob à 2 F | Allemagne Sandra Kiriasis Berit Wiacker                             | Allemagne Anja Schneiderheinze Christin Senkel                                                                                                 | États-Unis Shauna Rohbock Valerie Fleming |

| 7. Saint-Moritz (28 janvier - 30 janvier 2011) |           |                                                                        |                                                                  |                                                                       |
| Date                                           | Épreuve   | Vainqueur                                                              | Deuxième                                                         | Troisième                                                             |
| 30/01/2011                                     | Bob à 4 H | Lettonie Edgars Maskalans Daumants Dreiškens Uģis Žaļims Intars Dambis | Suisse Beat Hefti Roman Handschin Thomas Lamparter Manuel Luethi | Allemagne Manuel Machata Andreas Bredau Richard Adjei Christian Poser |
| 29/01/2011                                     | Bob à 2 H | Allemagne Manuel Machata Andreas Bredau                                | Suisse Beat Hefti Thomas Lamparter                               | Allemagne Thomas Florschuetz Kevin Kuske                              |
| 29/01/2011                                     | Bob à 2 F | Allemagne Sandra Kiriasis Berit Wiacker                                | Allemagne Anja Schneiderheinze Christin Senkel                   | Allemagne Cathleen Martini Romy Logsch                                |

| 8. Cesana (5 février - 6 février 2011) |           |                                                                         |                                                                        |                                                                  |
| Date                                   | Épreuve   | Vainqueur                                                               | Deuxième                                                               | Troisième                                                        |
| 06/02/2011                             | Bob à 4 H | Russie Alexsandr Zubkov Philipp Egorov Dmitry Trunenkov Nikolay Hrenkov | Lettonie Edgars Maskalans Daumants Dreiškens Uģis Žaļims Intars Dambis | Canada Lyndon Rush Justin Wilkinson Cody Sorensen Neville Wright |
| 05/02/2011                             | Bob à 2 H | Italie Simone Bertazzo Matteo Torchio                                   | Suisse Beat Hefti Thomas Lamparter                                     | Allemagne Thomas Florschuetz Kevin Kuske                         |
| 05/02/2011                             | Bob à 2 F | Canada Helen Upperton Shelley-Ann Brown                                 | Pays-Bas Esme Kamphuis Judith Vis                                      | Allemagne Sandra Kiriasis Stephanie Schneider                    |